# マリソル (テレビドラマ)
『マリソル』（スペイン語: Marisol）は、メキシコのテレビドラマ。カナル・デ・ラス・エストレージャスで1996年1月22日から8月9日まで放送された。

## 登場人物

### 主な登場人物
マリソル・レデスマ・ガルセス・デル・バジェ / ヴェロニカ・ソリアーノ
演：エリカ・ブエンフィル
ホセ・アンドレス・ガルセ・デル・バジェ・ロペス
演：エドゥアルド・サンタマリーナ

### その他の登場人物
アンパロ・ロペス・ヴィウダ・デ・ガルセス・デル・バジェ
演：クラウディア・イスラス
レオナルド・ガルセス・デル・バジェ
演：エンリケ・アルバレス・フェリックス
ドン・アロンソ・ガルセス・デル・バジェ
演：アーロン・エルナン
ロサナ・バルベルデ
演：エマ・ラウラ
マリアーノ・ルイス
演：ダビド・オストロスキー